# Huit Heures de sursis
Pour plus de détails, voir Fiche technique et Distribution.
Huit Heures de sursis (titre original : Odd Man Out) est un film britannique réalisé par Carol Reed, sorti en 1947.

## Synopsis
Johnny McQueen est le dirigeant d'une organisation clandestine irlandaise. Kathleen et sa mère le cachent chez elles. Là, Johnny échafaude un braquage qui permettra de financer les activités futures de son groupement. Malheureusement, pendant le braquage, les choses tournent mal : Johnny est blessé et ne peut plus regagner sa cachette. Il disparaît dans les ruelles de Belfast. Immédiatement, une chasse à l'homme de grande envergure est mise en place, et la ville se retrouve quadrillée par la police. Le chef de celle-ci est bien décidé à capturer Johnny et les autres membres du gang. Quant à Kathleen, elle se décide à partir à la recherche de Johnny.

## Fiche technique
- Titre : Huit Heures de sursis
- Titre original : Odd Man Out
- Réalisation : Carol Reed
- Assistant-réalisateur : Mark Evans
- Scénario : R.C. Sherriff et F.L. Green d'après le roman de ce dernier
- Photographie : Robert Krasker
- Montage : Fergus McDonell
- Musique : William Alwyn
- Direction artistique : Ralph W. Brinton
- Producteurs : Carol Reed, Phil C. Samuel et Herbert Smith (ce dernier non crédité)
- Société de production :  Two Cities Films
- Société de distribution :  General Film Distributors	(Royaume-Uni), Eagle-Lion Films (Italie), Universal Pictures (États-Unis)
- Pays d'origine :  Royaume-Uni
- Format : Noir et blanc — 35 mm — 1,37:1 — Son : Mono (Western Electric Recording)
- Genre cinématographique : Film dramatique,  Film policier, Thriller, Film noir
- Durée : 116 minutes (1 h 56)
- Dates de sortie :
  -  Royaume-Uni : 1er février 1947
  -  Afrique du Sud : 9 avril 1947 (Johannesburg) | 14 avril 1947 (Le Cap)
  -  États-Unis : 23 avril 1947
  -  Belgique : 16 juin 1947 (Festival mondial du film et des beaux-arts, Bruxelles) | 24 octobre 1947 (sortie nationale)
  -  Mexique : 2 juillet 1947
  -  Italie : 5 septembre 1947 (Mostra de Venise) | 27 septembre 1947 (sortie nationale)
  -  Allemagne : 27 février 1948
  -  France : 4 août 1948

## Distribution
- James Mason (VF : Michel Auclair) : Johnny McQueen
- Robert Newton : Lukey
- Cyril Cusack (VF : Jean Daurand) : Pat
- Kathleen Ryan (VF : Claire Guibert) : Kathleen (Catherine  en VF) Sullivan
- F.J. McCormick (VF : Léonce Corne) : Shell
- William Hartnell : Fencie, le barman
- Fay Compton : Rosie
- Denis O'Dea : l'inspecteur
- W.G. Fay (VF : Jean Mauclair) : le père Tom
- Maureen Delaney : Theresa O'Brien
- Joseph Tomelty (VF : Jean Brochard) : « Gin » Jimmy, le chauffeur de taxi
- Arthur Hambling (VF : Paul Villé) : Tom, le mari de Rosie
- Robert Beatty (VF : Maurice Dorléac) : Dennis
- Dan O'Herlihy (VF : Roger Rudel) : Nolan
- Roy Irving (VF : Roger Til) : Murphy
- Elwyn Brook-Jones (VF : Georges Chamarat) : Tober
- Noel Purcell (non crédité) : le conducteur de tramway

## Influence
Le biographe de Carol Reed Robert F. Moss estime que Odd Man Out est « incontestablement le chef d’oeuvre de Reed ».
Le réalisateur Roman Polanski a régulièrement cité Odd Man Out comme son film préféré . Polanski estime que Odd Man Out est supérieur à  Le Troisième Homme, un autre film ayant aussi été considéré comme un chef d’oeuvre de Reed :

« I still consider it as one of the best movies I've ever seen and a film which made me want to pursue this career more than anything else...I always dreamt of doing things of this sort or that style. To a certain extent I must say that I somehow perpetuate the ideas of that movie in what I do. »

L’écrivain américain Gore Vidal considère le film comme quasi-parfait, et scénariste R. C. Sherriff comme "un des seuls vrais films d’auteur".

## Récompenses et distinctions
- Le film fut nommé pour l'Oscar du meilleur montage en 1948 (Fergus McDonell)
- Le film reçut le British Academy Film Award du meilleur film britannique en 1948
- Le film fut présenté en sélection officielle en compétition à la Mostra de Venise 1947[4]